# Oeneis reducta
Oeneis reducta är en fjärilsart som beskrevs av Mcdunnough 1929. Oeneis reducta ingår i släktet Oeneis och familjen praktfjärilar. Inga underarter finns listade i Catalogue of Life.